# Ozola apparata
Ozola apparata är en fjärilsart som beskrevs av Louis Beethoven Prout 1928. Ozola apparata ingår i släktet Ozola och familjen mätare. Inga underarter finns listade i Catalogue of Life.